# Schronisko w Wilczankach Trzecie
Schronisko w Wilczankach Trzecie – jaskinia typu schronisko w skałach Wilczanki w miejscowości Bębło w województwie małopolskim, w powiecie krakowskim, w gminie Wielka Wieś. Pod względem geograficznym znajduje się na Wyżynie Olkuskiej będącej częścią Wyżyny Krakowsko-Częstochowskiej.

## Opis jaskini
Schronisko znajduje się w najbardziej na południe wysuniętej grupie skał Wilczanek. Ma otwór u północno-zachodniej podstawy ich ścianki. Schronisko powstało w późnojurajskich wapieniach skalistych na skrzyżowaniu pęknięcia skał i międzyławicowej fugi. Później wskutek procesów grawitacyjnych uległo poszerzeniu, a następnie zamuleniu. W 2017 r. ktoś usunął ze schroniska gruz, wskutek czego powstała krótka pochylnia ze studzienką. Łączna głębokość schroniska wynosi 2,6 m, w tym studzienki 1,5 m. Brak nacieków, a namulisko składa się z wapiennego gruzu zmieszanego z dużą ilością próchnicy.
Po raz pierwszy schronisko zostało opisane przez A. Poloniusa w 2018 r. On też sporządził jego plan.

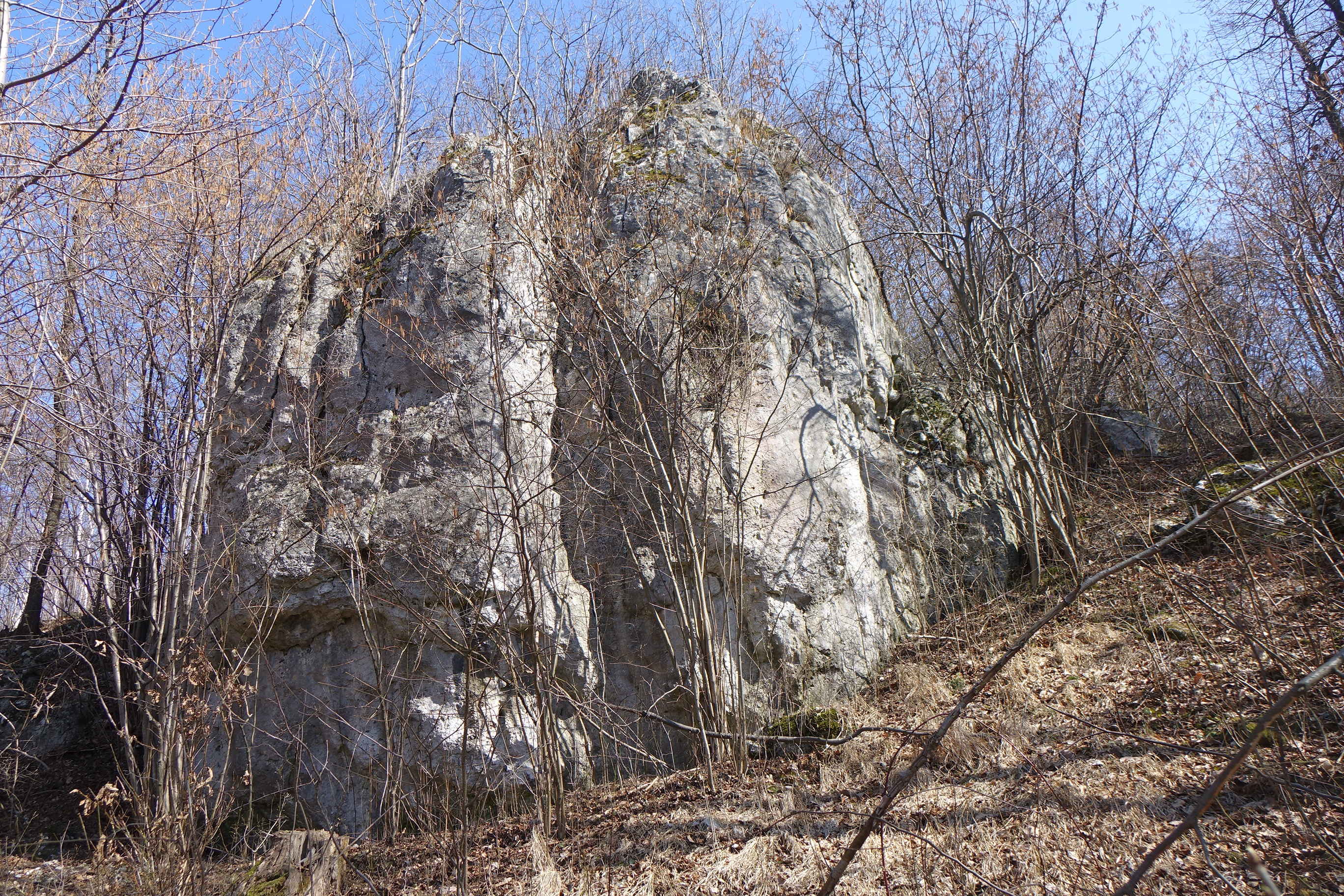
Południowo-wschodnia ściana skały z otworem schroniska
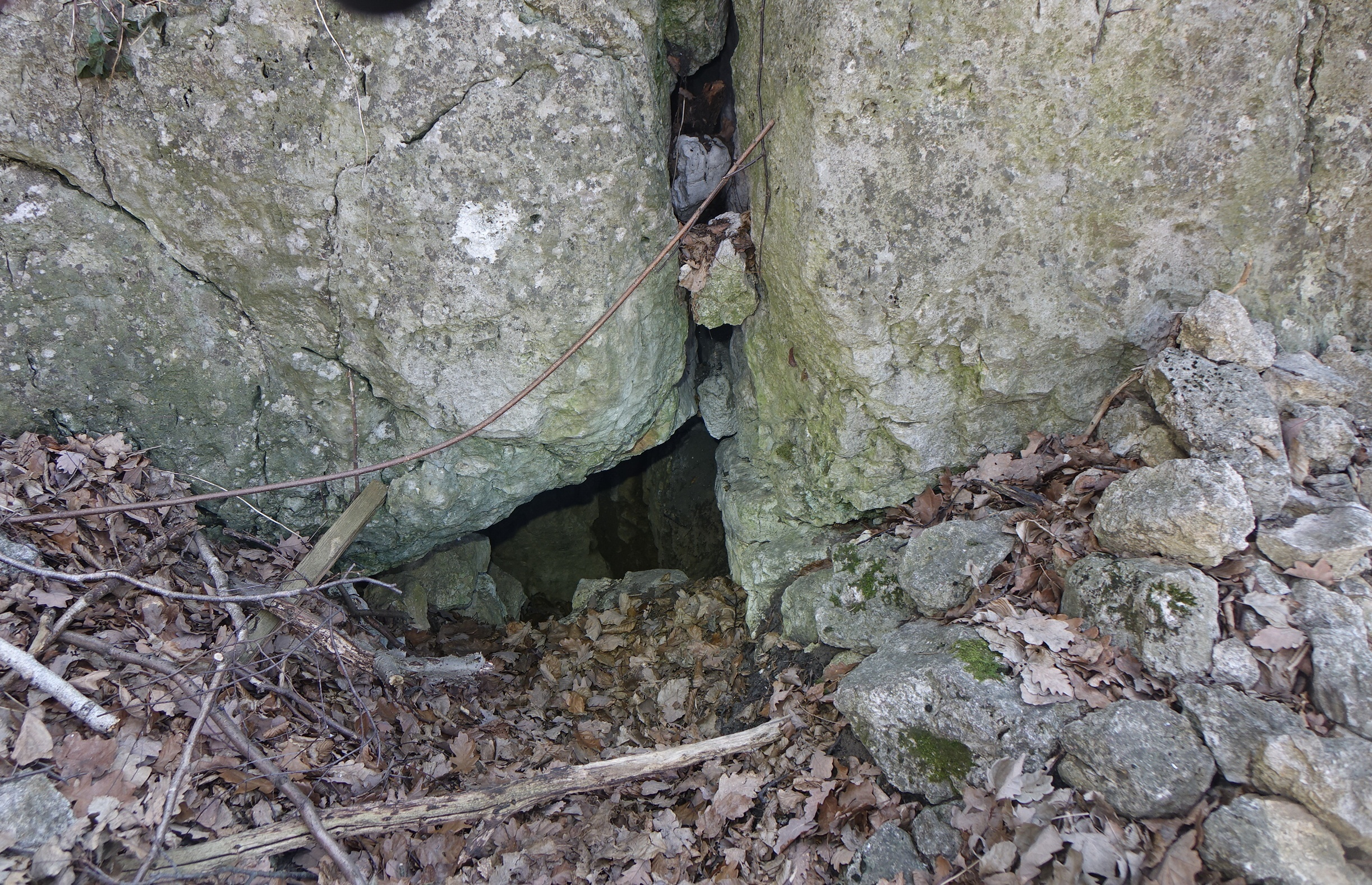
Otwór
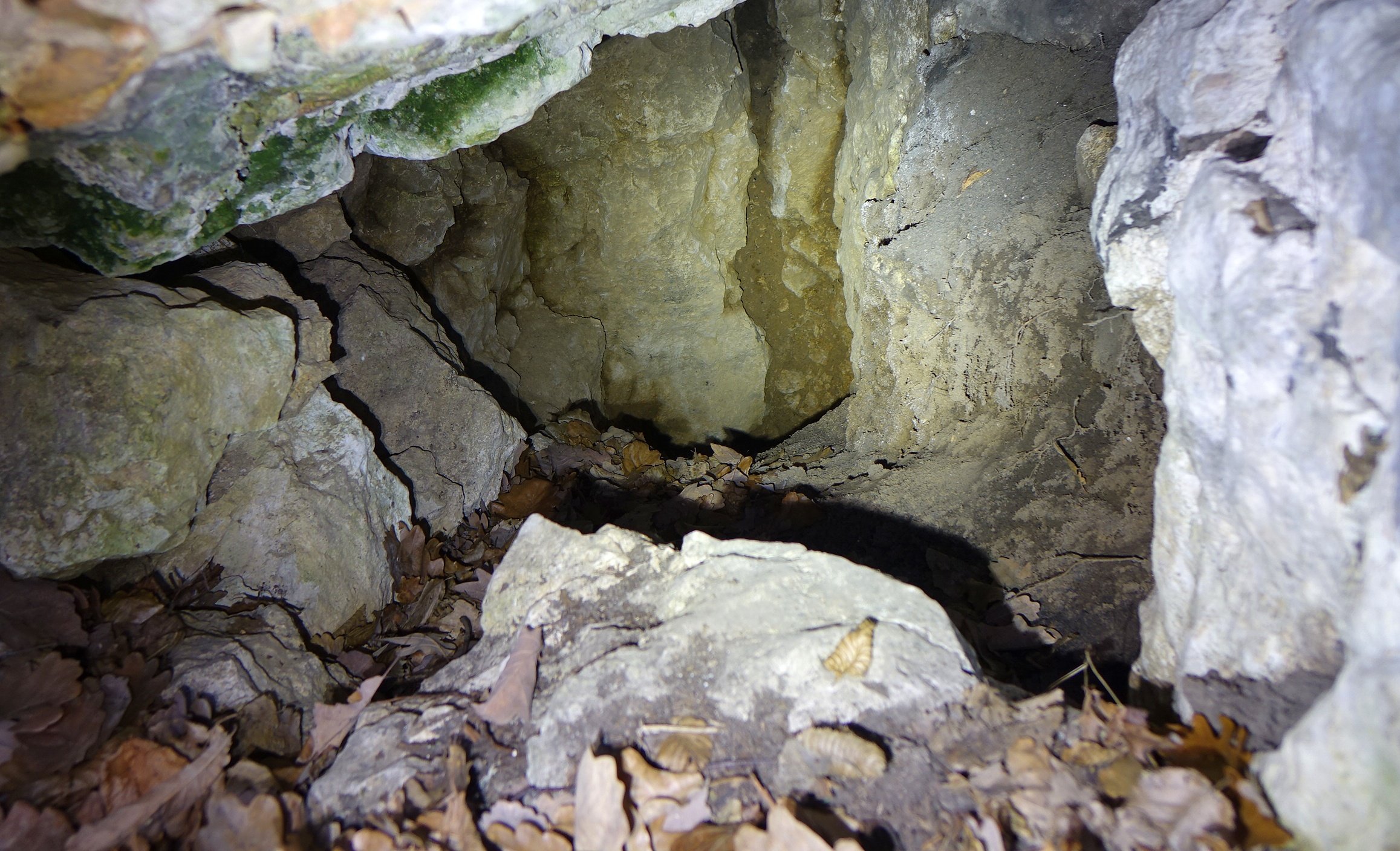
Pochylnia i studzienka
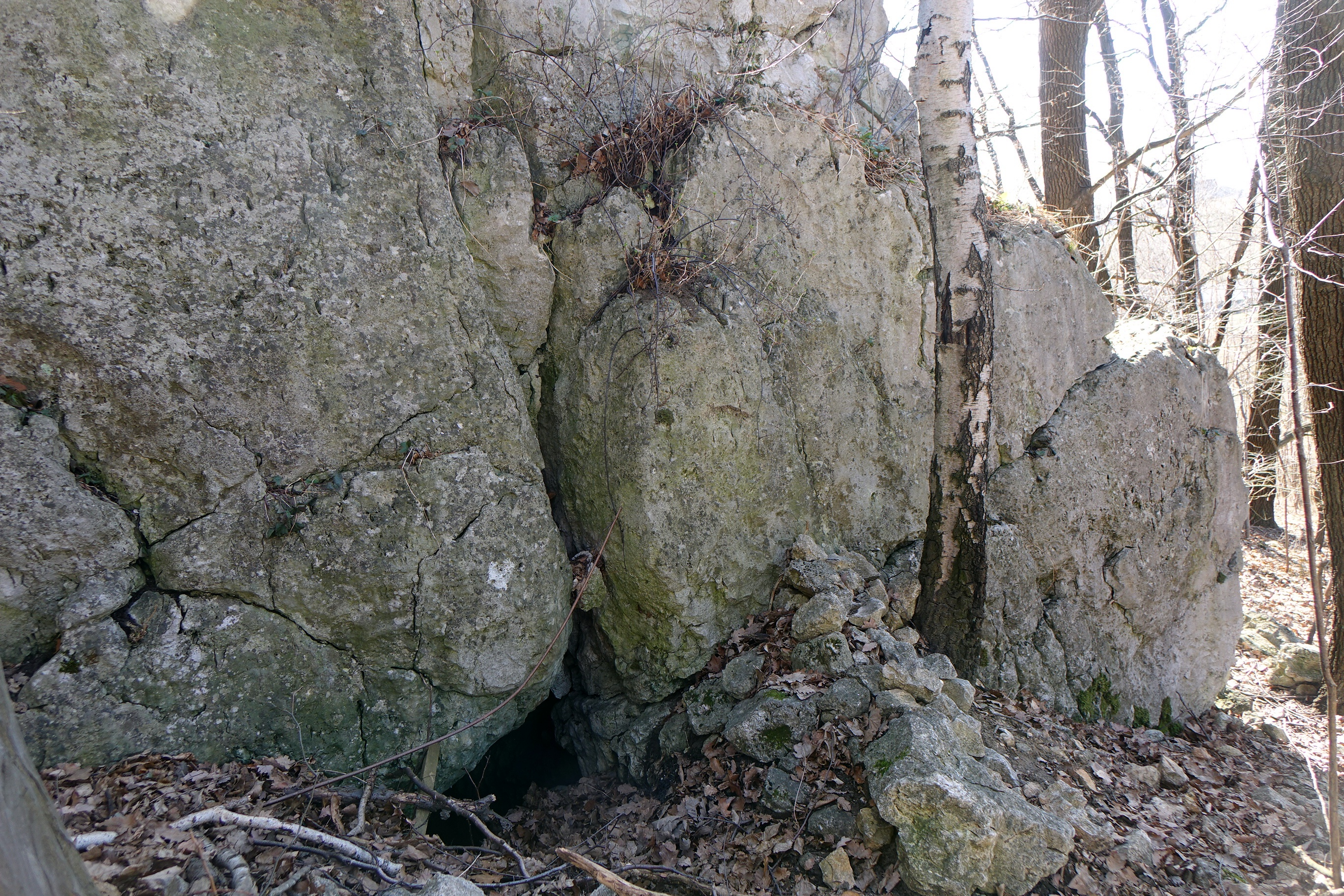
Północno-wschodnia ścianka ze schroniskiem

W Wilczankach znajdują się jeszcze cztery inne jaskinie: Jaskinia w Wilczankach, Koleba w Wilczankach, Schronisko w Wilczankach Pierwsze i Schronisko w Wilczankach Drugie.